# 2001年度壹電視大獎得獎名單
2001年度壹電視大獎頒獎典禮於2001年3月29日舉行。

## 十大電視節目
- 第一位：妙手仁心II
- 第二位：宇宙無敵獎門人
- 第三位：男親女愛
- 第四位：洗冤錄
- 第五位：十月初五的月光
- 第六位：雷霆第一關
- 第七位：創世紀II之天地有情
- 第八位：尋找他鄉的故事III
- 第九位：陀槍師姐II
- 第十位：金裝四大才子

## 十大電視藝人
- 第一位：陳慧珊
- 第二位：宣　萱
- 第三位：古天樂
- 第四位：歐陽震華
- 第五位：羅嘉良
- 第六位：鄭裕玲
- 第七位：黃子華
- 第八位：王　喜
- 第九位：張智霖
- 第十位：張家輝

## 其他獎項
- 2001壹電視 最有前途藝人大獎：馬德鐘
- 最受歡迎電視劇主題曲：張智霖 - 《祝君好》（十月初五的月光）
- Stonefly 千禧飛躍大獎：黃子華
- Onkyo 聲色藝俱全藝人大獎：陳慧珊
- Nautica Jeans Company 千禧最強新人大獎：馮德倫
- Timberland 最具個性大獎：劉青雲
- Oirscge Design 最有品味藝人大獎：任達華
- POLICE 至入型入格藝人大獎：古天樂
- La Prairie 最令人心醉眼神大獎：蔡少芬
- 柯達MC3 至IN藝人大獎：黃子華
- The Body Shop 健康肌膚大獎：宣萱